# Глущенко Марія Давидівна
Марія Давидівна Глу́щенко, до шлюбу Браунштейн (нар. 23 вересня 1905, Оргіїв — пом. 22 жовтня 1989, Київ) — українська радянська художниця, майстриня художнього ткацтва, вишивки і кераміки; членкиня Спілки радянських художників України з 1940 року.

## Біографія
Народилася 23 вересня 1905 року в місті Оргієві (нині Молдова) в єврейській сім'ї. 1925 року закінчила Кишинівську художню школу; протягом 1924—1926 років навчалася у приватних мистецьких студіях у Берліні; у 1926—1929 роках — в Парижі.
З кінця сервня 1935 року разом з чоловіком, художником Миколою Глущенком, мешкала у Москві; з 1944 року — у Києві. 1960 року стала агенткою КДБ, отримала кодове ім'я «Художниця». Мешкала у Києві в будинку на вулиці Володимирській, № 14, квартира № 6. Померла у Києві 22 жовтня 1989 року.
Мати художника Олександра Глущенка.

## Творчість
Працювала в галузі станкового живопису та декоративного мистецтва (художній текстиль, вишивка, кераміка). Створювала килими, гобелени, декоративні тканини, декоративний посуд. Авторка натюрмортів «Айстри» (1956), «Півонії» (1958).
Брала участь у республіканських виставках з 1946 року, всесоюзних — з 1957 року, зарубіжних — з 1938 року.